# لاري غوديناف
لاري غوديناف هو لاعب هوكي الجليد كندي، ولد في 19 يناير 1953 في تورونتو في كندا.

## وصلات خارجية
- لاري غوديناف على موقع دوري الهوكي الوطني (الإنجليزية)
- لاري غوديناف على موقع قاعة مشاهير الهوكي (لاعب أن.إتش.أل) (الإنجليزية)
- لاري غوديناف على موقع EliteProspects.com (الإنجليزية)
- لاري غوديناف على موقع HockeyDB.com (الإنجليزية)
- لاري غوديناف على موقع Hockey-Reference.com (الإنجليزية)